# Alcoletge (ort)
Alcoletge är en ort i Spanien.   Den ligger i provinsen Província de Lleida och regionen Katalonien, i den östra delen av landet, 400 km öster om huvudstaden Madrid. Alcoletge ligger 217 meter över havet och antalet invånare är 2 043.
Terrängen runt Alcoletge är platt. Runt Alcoletge är det ganska tätbefolkat, med 58 invånare per kvadratkilometer. Närmaste större samhälle är Lleida, 6,9 km sydväst om Alcoletge. Trakten runt Alcoletge består till största delen av jordbruksmark.